# Roskilde (album)
Roskilde – album muzyczny zespołu Republika, zawierający zapis koncertu grupy na duńskim festiwalu muzyki rockowej Roskilde Festival z dnia 26.06.1984 roku. Album po raz pierwszy ukazał się jako jedna z 13 płyt wchodzących w skład wydawnictwa "Republika.Komplet" wydanego w roku 2003. Materiał zaprezentowany podczas koncertu to w większości utwory z płyty Nowe Sytuacje w anglojęzycznej wersji językowej, które ukazały się w tym samym roku na albumie zespołu pt. 1984.

## Lista utworów[3]
1. "New Situations" – 4:36
2. "The Plan" – 3:41
3. "The Agent" – 4:36
4. "The Great Hypnotist" – 4:57
5. "Nieustanne tango" – 5:30
6. "Today's Sleepwalkers" – 4:36
7. "Kombinat" – 3:17
8. "Hallucinations" – 4:30
9. "Fanatics of Fire" – 3:30
10. "Siberia" – 4:02
11. "Bikini Death" – 4:37
12. "Pavlov's Dogs" – 4:32
13. "Biała Flaga" – 5:32

## Twórcy
- Grzegorz Ciechowski – śpiew, fortepian, flet (autor słów i muzyki – poza utworem "The Agent")
- Zbigniew Krzywański – gitara, śpiew (współautor muzyki do utworu "Today's Sleepwalkers")
- Sławomir Ciesielski – perkusja, śpiew (autor muzyki do utworu "The Agent")
- Paweł Kuczyński – gitara basowa, śpiew
- Anna Baranówna – tłumaczenie